# Michel van Dijk
Michel van Dijk (Amsterdam, 20 april 1950) is een Nederlands leadzanger, gitarist en tekstschrijver. Vanaf 1965 is hij voornamelijk leadzanger geweest van diverse bands, die in diverse muziekstijlen speelden.

## 1965-1966
Vanaf zijn 15e was Michel van Dijk in de volgende bands actief; 
- 'The Minds'
- 'Mads', een Amsterdams popbandje
- 'James Mean', de voortzetting van 'Mads'. Nadat Van Dijk de band verlaten had, gaan drie bandleden bij Tee Set spelen, wat het einde betekent van James Mean.

## 1966-1979
- Les Baroques (1966-1969). In 1966 komt Van Dijk als vervanger van Gerard Schoenaker, die opgeroepen werd voor militaire dienst. De band komt uit Baarn, speelt verschillende stijlen zoals rhythm and blues, folk, rock en pop en gebruikt hierbij onalledaagse instrumenten.
- Ekseption (1970). In 1970 zingt Michel mee op het tweede album Beggar Julia’s Timetrip.[2] Daarna verlaat hij Ekseption. Van Dijk is ontevreden over de nieuwe koers, waarbij de nadruk te veel komt te liggen op instrumentale muziek.
- Brainbox (1971-1972), een Amsterdamse bluesrockband. In 1971 vervangt hij Kaz Lux  als zanger en gitarist. Na uitblijven van succes gaat de band in 1972 uit elkaar.
- Alquin (1974-1977). In 1974 komt Michel van Dijk bij de band en voor Alquin komt het grote succes. De band speelt een combinatie van pop, klassiek en jazz. Voor de albums Nobody Can Wait Forever en Best Kept Secret heeft Michel van Dijk ook teksten geschreven. Daarna volgen het live-album On Tour en de verzamel-LP Crash. In 1977 houdt de band op te bestaan.
- Met Rinus Gerritsen van Golden Earring  wordt in 1979 de plaat Gerritsen en Van Dijk gemaakt. Commercieel succes blijft uit.

## 1980-2019
- 'Blues Power'
- 'Ravage', deze rockband wordt gevormd met oud Kayak-gitarist Johan Slager.
- De 'Michel van Dijk Band', een band samen met Marc Klaassen en Johan Slager. Ze toeren en spelen in het clubcircuit, in verschillende gelegenheidsformaties.
- 'Klaassen en van Dijk'
- 'Lone', een duo met gitarist Ferdinand Bakker dat ook een gelijknamig album uitbrengt (2013).
- 2 jaar als zanger bij de tour van de Pioniers van de Nederpop van Johan Derksen